# Sarah Jezebel Deva
Sarah Jezebel Deva (nome d'arte di Sarah Jane Ferridge) (Londra, 25 febbraio 1977) è una cantante britannica.
È stata la voce femminile dei Cradle of Filth fino al 2008. Contemporaneamente ha cantato per diverse band fra cui Therion, The Kovenant, Mortiis. In seguito ha fondato la propria band, gli Angtoria, contemporaneamente ha inciso album da solista e nel 2021 ha iniziato il gruppo Torn Between Two Worlds insieme al cofondatore degli Angtoria Chris Rehn.

## Biografia
La sua carriera iniziò all'età di undici anni al Queen's Theatre. Summertime fu la sua prima esibizione in una band e davanti a un pubblico, esibendosi un'altra volta all'età di tredici anni. Dopo spiccò un grande salto dal jazz al punk, dove si garantì una posizione come co-vocalist. Ci volle uno spettacolo con i "Mad Dog" (suo primo gruppo) e i molti punk che sputavano per farle rendere conto che il punk non faceva per lei. Continuò a scrivere i suoi propri testi, e più tardi registrò un demo. All'età di sedici anni la sua carriera di cantante fece un altro salto, questa volta verso il metal.
Una serie di T-shirt è stata resa disponibile grazie al chitarrista dei Cradle of Filth, Paul Allender, come "favore" a Sarah Jezebel Deva agli inizi del 2006.
Nel 2006 è diventata cronista per la rivista britannica di musica estrema "Zero Tolerance Magazine".
Sarah Jezebel Deva è considerata un soprano di coloratura.

## Discografia

### Mad Dog
- Howling at the Moon (1993)

### Cradle of Filth
- V Empire or Dark Faerytales in Phallustein (1996)
- Dusk... and Her Embrace (1996)
- Cruelty and the Beast (1998)
- From the Cradle to Enslave (1999)
- Midian (2000)
- Bitter Suites to Succubi (2001)
- Heavy, Left-Handed & Candid (2001)
- Lovecraft & Witch Hearts (2002)
- Live Bait for the Dead (2002)
- Peace Through Superior Firepower (2002)
- Damnation and a Day (2003)
- Nymphetamine (2004)
- Nymphetamine (Special Edition) (2005)
- Thornography (2006)
- Godspeed on the Devil's Thunder (2008)

### The Kovenant
- Nexus Polaris (1998)

### Tulus
- Mysterion (1997)

### Therion
- Vovin (1998)
- Crowning of Atlantis (1999)
- Live in Midgård (2002)
- Celebrators of Becoming (2006)

### Graveworm
- Underneath the Crescent Moon (1998)

### Mortiis
- The Stargate (1998)
- The Smell of Rain (2001)

### Mystic Circle
- Infernal Satanic Verses (1999)

### The Gathering
- Black Light District (EP) (2002)

### Mendeed
- From Shadows Came Darkness (2004)

### Angtoria
- God Has a Plan for Us All (2006)

### Artisti vari
- Emerald / A Tribute to the Wild One (tributo ai Thin Lizzy) (2003)
- The Lotus Eaters (tributo ai Dead Can Dance) (2004)

### Sarah Jezebel Deva (solista)
- A Sign of Sublime (2010)
- The Corruption of Mercy (2011)

### Torn Between Two Worlds

#### Singoli
- The Beauty of Deception (2021)
- All Eyes on Me (2021)
- Transparent (2022)